# Broadway
|  | Per a altres significats, vegeu «Broadway (desambiguació)». |

El districte teatral de Broadway, és un dels punts més visitats de Manhattan, a Nova York, EUA. Està format per 38 teatres que s'agrupen al voltant de Times Square.
Comença amb State Street al parc de Bowling Green (Nova York), recorre 21 km pel borough de Nova York a Manhattan i 3,2 km a través del Bronx, deixa la ciutat pel nord, recorre 29 km a través dels municipis de Yonkers, Hastings-on-Hudson, Dobbs Ferry, Irvington i Tarrytown, i s’acaba al nord de Sleepy Hollow, al comtat de Westchester.
És l’avinguda nord-sud més antiga de Nova York. Una bona part del carrer actual va començar com el camí de Wickquasgeck abans de l'arribada dels europeus. Aquest camí seria la base d’una de les principals vies del barri holandès de Nova Amsterdam, i continuava sent sota el domini britànic, tot i que la majoria no va prendre el seu nom actual fins a finals del segle XIX. Broadway és conegut per ser el cor de la indústria del teatre americà i s'utilitza sovint com a picoteig per referir-la, així com en els noms de circuits de teatre alternatius com ara Off-Broadway.
La majoria de les obres de teatre que s'hi representen són musicals i han passat i hi passen les millors veus com la cantant de jazz Adelaida Hall. Destacades figures del cinema han fet actuacions a Broadway, com ara Groucho Marx, Charlton Heston, Robert Redford, Orson Welles, Katharine Hepburn, Burt Lancaster, James Dean, Marlon Brando, Gene Hackman, Grace Kelly i Lauren Bacall entre molts d'altres. Alguns han passat per Broadway abans que per Hollywood.